# Filip Kriwiraltschew
Filip Andreew Kriwiraltschew (bulgarisch Филип Андреев Кривиралчев; * 18. April 1932 in Kopriwschtiza; † 18. Januar 2019) war ein bulgarischer Nationaltrainer im Ringkampf.
Er schloss eine Ausbildung an der Hochschule für Körperkultur und Sport Georgi Dimitrow ab und war als Nationaltrainer der bulgarischen Nationalmannschaft im klassischen Ringkampf tätig. Unter seiner Leitung erzielten bulgarische Sportler Erfolge bei Olympischen Spielen sowie Welt- und Europameisterschaften.
Er wurde als Held der Sozialistischen Arbeit und mit dem Orden Georgi Dimitrow ausgezeichnet.